# Гудиевский, Валентин Фёдорович
Валентин Фёдорович Гудиевский (настоящая фамилия Леонтьев), известный также под прозвищем «Дэртэн» (29 декабря 1937, Ленинград — 28 июня 2021) — советский и российский криминальный авторитет, вор в законе. На момент своей смерти оставался старейшим вором в законе в России (после смерти 23 мая 2021 года Эльбруса Гогичаева) и одним из немногих живших воров, начавших криминальную деятельность в 1950-е годы.

## Биография
Родился 29 декабря 1937 года в Ленинграде. Блокадник. По воспоминаниям современников, в детстве любил фехтовать на палках, за что получил прозвище «Дэртэн» (искажённое от «д'Артаньян»). Рано потерял отца, отучился всего три класса в школе, которую потом бросил.
Первый срок Леонтьев получил 15 февраля 1954 года, когда был осуждён Петроградским судом Ленинграда за кражу на 6 лет условно с испытательным сроком 3 года (в соответствии с частью 2 статьи 1 указа Пленума Верховного суда СССР от 4 июня 1947 года «Об усилении мер по борьбе с расхищением социалистической собственности»). 29 сентября 1955 года был осуждён Ждановским судом Ленинграда на 7 лет за кражу: 29 июня 1956 года Президиум Верховного суда СССР сократил срок до 5 лет, а 5 апреля 1956 года Свердловский суд сократил срок до 4 лет. Освободился Гудиевский 15 февраля 1958 года.
3 июня 1959 года Дэртэн снова был осуждён: на этот раз Октябрьским судом Ленинграда за кражу, сопротивление задержанию (часть 2 статьи 73 УК РСФСР) и хулиганство (часть 2 статьи 74 УК РСФСР) приговорён к 6 годам лишения свободы. 17 марта 1961 года Усть-Вымский суд Коми АССР пересмотрел приговор, сократив его до 5 лет. Наказание Дэртэн отбывал в АН-243 и Усть-Вымском ИТЛ. За время пребывания в местах лишения свободы в Коми он сменил фамилию на «Гудиевский»: по воспоминаниям современников, следовал «блатному» образу жизни, не выходя на работу и не контактируя с администрацией. В эти годы был коронован в «воры в законе». Освобождён 12 апреля 1965 года.
18 мая 1966 года Гудиевский был осуждён снова Ждановским судом Ленинграда на 3 года по статье 15 и части 2 статьи 144 УК РСФСР (покушение на кражу), приговорён к 3 годам тюрьмы (отбывал снова в Устьвымлаге), на свободу вышел 26 апреля 1969 года. Очередной срок получил 26 октября 1972 года за кражу, приговорён Октябрьским судом Ленинграда к 5 годам тюрьмы. 30 октября 1976 года условно-досрочно освобождён по решению Усть-Куломского суда Коми АССР. 17 февраля 1983 года в шестой раз был осуждён за кражу: Петродворцовый суд приговорил его к 3,5 годам тюрьмы. 30 октября 1989 года Гудиевского арестовали снова, а 23 февраля 1990 года Василеостровским судом осудили на 2,5 года тюрьмы, что стало седьмым сроком. Срок отсчитывался с момента ареста, а 30 апреля 1992 года Гудиевский был освобождён (наказание отбывал в ЛИУ-3 в Туле).
В 1993 году в Петербурге им был коронован вор в законе Василий Карабашев (он же «Вася Питерский»): обоих задержали 18 января 1997 года в Самаре на сходке в гостинице «Утеп» с группой воров в законе. В июле 1999 года Гудиевский был арестован в Чехии по подозрению в краже, однако 31 августа был полностью оправдан. 1 октября того же года был задержан в Мюнхене и осуждён на 10 месяцев тюрьмы: его сокамерником был вор Александр Тимошенко («Тимоха Гомельский»), который считался сподвижником Вячеслава «Япончика» Иванькова и Аслана «Деда Хасана» Усояна.
С 1992 года Гудиевский проживал в Купчино, на улице Бухарестской. В его жизни была женщина, однако детей у него не было. В 1990-е годы к нему стали обращаться представители новых криминальных группировок (преимущественно бывшие спортсмены) за помощью в плане организации рэкетов и вымогательств, однако Дэртэн отказался им помогать. Владел автомобилем Toyota (был угнан неизвестными, однако после звонка Дэртена и его настойчивого требования машину вернули). По свидетельствам современников, оперативники РУБОП при встрече с Гудиевским никогда не предлагали ему сотрудничество.
В последние годы жизни Гудиевский полностью отошёл от дел, оставаясь при этом хранителем старых воровских традиций и одним из самых уважаемых людей среди воров в законе.
28 июня 2021 года Валентин Фёдорович скончался в санкт-петербургской городской больнице № 26. Перед этим он перенёс сердечно-сосудистое заболевание, а за пару суток до кончины у него резко поднялась температура: анализы показали, что у Гудиевского был диагностирован COVID-19. Несмотря на перевод больного в реанимацию, его не удалось спасти. Похоронен 1 июля 2021 года в Даймище (Ленинградская область).